# Carl Severing
Carl Severing (Herford, 1 de junio de 1875-Bielefeld, 23 de julio de 1952) fue un político alemán.
Militante del SPD, fue considerado un representante del ala derechista del partido. Parlamentario del Reichstag durante varios años, entre 1919 y 1920 fungió como Comisionado en la Región del Ruhr.
De 1920 a 1926 se desempeñó como Ministro del Interior del Estado Libre de Prusia. Desde 1928 hasta 1930 se desempeñó como Ministro Federal del Interior, en el gabinete de Hermann Müller. En la fase final de la República de Weimar, fue nuevamente Ministro del Interior de Prusia entre 1930 y 1932.
Durante el régimen nazi, fue inicialmente arrestado y luego vivió como jubilado en Bielefeld. Después de la Segunda Guerra Mundial, Severing retomó su carrera política. Entre otros cargos, fue presidente del SPD en la Región de Detmold. Desde 1947 hasta su muerte fue miembro del Parlamento Regional de Renania del Norte-Westfalia.